# Khéphren Thuram
Pour les articles homonymes, voir Thuram.
Khephren Thuram est un footballeur international français, né le 26 mars 2001 à Reggio d'Émilie en Italie, évoluant au poste de milieu défensif à la Juventus FC.
Il est le second fils de Sandra et Lilian Thuram et le frère cadet de Marcus, également footballeurs professionnels et internationaux français.
Il est sélectionné en équipe de France depuis 2023.

## Biographie

### Enfance et formation
Khephren Thuram naît en Italie alors que son père Lilian évolue au Parme AC. Son prénom est une référence au pharaon Khéphren, roi de la IVe dynastie de l'Ancien Empire égyptien et fils du roi Khéops.
En juin 2014, joueur de l'AC Boulogne-Billancourt, Khephren réussit les tests d'entrée à l'INF Clairefontaine et fait donc partie des vingt meilleurs joueurs franciliens de la génération 2001. Jouant milieu de terrain axial, il est jugé « avec une aisance technique très au-dessus de la moyenne et en avance physiquement (1,80 m) ». Il y poursuit sa formation lors des deux saisons suivantes et dispute le championnat des moins de 14 ans le week-end avec l'ACBB.

### En club
Khephren Thuram termine sa formation à l'AS Monaco comme milieu de terrain relayeur.
Lors de la saison 2018-2019, il est lancé en Ligue des champions par Thierry Henry. Il joue ainsi son premier match professionnel le 28 novembre 2018 contre l'Atlético de Madrid (défaite 2 buts à 0), où il entre en jeu en seconde période.
Peu convaincu par les perspectives que lui offre l'AS Monaco, il décide de signer son premier contrat professionnel avec l'OGC Nice en juin 2019. Titularisé une seule fois, à Strasbourg (0-1), lors de la première moitié de saison 2019-2020, il enchaîne six titularisations d'affilée sous le maillot du Gym à partir de fin janvier 2020. Le milieu de terrain de 18 ans profite de la blessure de Wylan Cyprien pour enchaîner les matchs, installé au poste de sentinelle devant la défense par Patrick Vieira.
Lors de la saison 2020-2021, il est titulaire lors de la première journée contre Lens (2-1), au poste de relayeur qu'il maîtrise moins que celui de sentinelle, où il brille durant la pré-saison (deux buts).

### En équipe nationale
Khephren Thuram est capitaine lors de son passage en équipe de France U16. Il passe par toutes les sélections en jeunes. Ses bonnes performances au début de la saison 2020-2021 lui permettent d'être appelé pour la première fois avec les U20. En mars 2023, il est convoqué pour la première fois par le sélectionneur Didier Deschamps en Équipe de France pour des matchs face à l'Irlande et les Pays-Bas, et joue sa première sélection en entrant en jeu à la place d'Adrien Rabiot face au Pays-Bas au Stade de France (victoire 4-0). Il est à nouveau convoqué en novembre 2023 à la suite d'un forfait sur blessure au genou droit d'Eduardo Camavinga.
Le 3 juin 2024, Thierry Henry le sélectionne dans une pré-liste de 25 joueurs afin de disputer les Jeux olympiques 2024 à Paris.

## Style de jeu
Formé au poste de milieu de terrain, il se démarque ainsi de son père Lilian, défenseur, et son grand frère Marcus, attaquant. En juin 2014, jugé en avance techniquement et physiquement (1,80 m) à treize ans, son entraîneur à l'ACBB Serge Gnahoré, dit de lui : « C'est un enfant intelligent, gentil et très attachant. Il évolue au poste de milieu axial et finira milieu défensif dans la durée. Son potentiel est important et il peut faire une belle carrière ».
Il s'inspire de son entraîneur niçois Patrick Vieira ainsi que de Paul Pogba et Thiago Alcantara.

## Statistiques
| Saison                | Club                  | Championnat           | Championnat | Championnat | Championnat | Coupe nationale | Coupe nationale | Coupe nationale | Coupe de la Ligue | Coupe de la Ligue | Coupe de la Ligue | Supercoupe | Supercoupe | Supercoupe | Compétition(s) continentale(s) | Compétition(s) continentale(s) | Compétition(s) continentale(s) | Compétition(s) continentale(s) | Coupe du monde des clubs | Coupe du monde des clubs | Coupe du monde des clubs | Total | Total | Total |
| Saison                | Club                  | Division              | M.          | B.          | P.d.        | M.              | B.              | P.d.            | M.                | B.                | P.d.              | M.         | B.         | P.d.       | Comp.                          | M.                             | B.                             | P.d.                           | M.                       | B.                       | P.d.                     | M.    | B.    | P.d.  |
| 2018-2019             | AS Monaco             | Ligue 1               | -           | -           | -           | -               | -               | -               | 1                 | 0                 | 0                 | -          | -          | -          | C1                             | 2                              | 0                              | 0                              | -                        | -                        | -                        | 3     | 0     | 0     |
| 2019-2020             | OGC Nice              | Ligue 1               | 14          | 0           | 0           | 2               | 0               | 0               | -                 | -                 | -                 | -          | -          | -          | -                              | -                              | -                              | -                              | -                        | -                        | -                        | 16    | 0     | 0     |
| 2020-2021             | OGC Nice              | Ligue 1               | 29          | 2           | 0           | 1               | 0               | 0               | -                 | -                 | -                 | -          | -          | -          | C3                             | 3                              | 0                              | 0                              | -                        | -                        | -                        | 33    | 2     | 0     |
| 2021-2022             | OGC Nice              | Ligue 1               | 36          | 4           | 2           | 5               | 0               | 0               | -                 | -                 | -                 | -          | -          | -          | -                              | -                              | -                              | -                              | -                        | -                        | -                        | 41    | 4     | 2     |
| 2022-2023             | OGC Nice              | Ligue 1               | 35          | 2           | 4           | 1               | 0               | 0               | -                 | -                 | -                 | -          | -          | -          | C4                             | 12                             | 0                              | 4                              | -                        | -                        | -                        | 48    | 2     | 8     |
| 2023-2024             | OGC Nice              | Ligue 1               | 27          | 1           | 1           | 2               | 0               | 0               | -                 | -                 | -                 | -          | -          | -          | -                              | -                              | -                              | -                              | -                        | -                        | -                        | 29    | 1     | 1     |
| Sous-total            | Sous-total            | Sous-total            | 141         | 9           | 7           | 11              | 0               | 0               | -                 | -                 | -                 | -          | -          | -          | -                              | 15                             | 0                              | 4                              | -                        | -                        | -                        | 167   | 9     | 11    |
| 2024-2025             | Juventus FC           | Serie A               | 35          | 4           | 4           | 2               | 1               | 0               | -                 | -                 | -                 | 1          | 0          | 0          | C1                             | 9                              | 0                              | 0                              | 4                        | 0                        | 2                        | 51    | 5     | 6     |
| Total sur la carrière | Total sur la carrière | Total sur la carrière | 176         | 13          | 11          | 13              | 1               | 0               | 1                 | 0                 | 0                 | 1          | 0          | 0          | -                              | 26                             | 0                              | 4                              | 4                        | 0                        | 2                        | 221   | 14    | 17    |

### En sélection nationale
| Saison                | Sélection             | Phases finales        | Phases finales | Phases finales | Phases finales | Éliminatoires | Éliminatoires | Éliminatoires | Ligue des nations | Ligue des nations | Ligue des nations | Matchs amicaux | Matchs amicaux | Matchs amicaux | Total | Total | Total |
| Saison                | Sélection             | Compétition           | M              | B              | Pd             | M             | B             | Pd            | M                 | B                 | Pd                | M              | B              | Pd             | M     | B     | Pd    |
| --------------------- | --------------------- | --------------------- | -------------- | -------------- | -------------- | ------------- | ------------- | ------------- | ----------------- | ----------------- | ----------------- | -------------- | -------------- | -------------- | ----- | ----- | ----- |
| 2022-2023             | France                | -                     | -              | -              | -              | 1             | 0             | 0             | -                 | -                 | -                 | -              | -              | -              | 1     | 0     | 0     |
| Total sur la carrière | Total sur la carrière | Total sur la carrière | -              | -              | -              | 1             | 0             | 0             | -                 | -                 | -                 | -              | -              | -              | 1     | 0     | 0     |

### Liste des matchs internationaux
| Matchs internationaux de Khephren Thuram | Matchs internationaux de Khephren Thuram | Matchs internationaux de Khephren Thuram | Matchs internationaux de Khephren Thuram | Matchs internationaux de Khephren Thuram | Matchs internationaux de Khephren Thuram | Matchs internationaux de Khephren Thuram                        |
|                                          | Date                                     | Lieu                                     | Adversaire                               | Résultat                                 | Compétition                              | Notes                                                           |
| ---------------------------------------- | ---------------------------------------- | ---------------------------------------- | ---------------------------------------- | ---------------------------------------- | ---------------------------------------- | --------------------------------------------------------------- |
| 1.                                       | 24 mars 2023                             | Stade de France, Saint-Denis, France     | Pays-Bas                                 | 4 - 0                                    | Éliminatoires de l'Euro 2024             | Entre en jeu à la place d’Adrien Rabiot à la 89e minute de jeu. |

## Palmarès
Avec l'OGC Nice, il est finaliste de la Coupe de France en 2022.

## Distinction personnelle
- Membre de l'équipe-type de Ligue 1 en 2023[11].